# 데슬롱샹시나

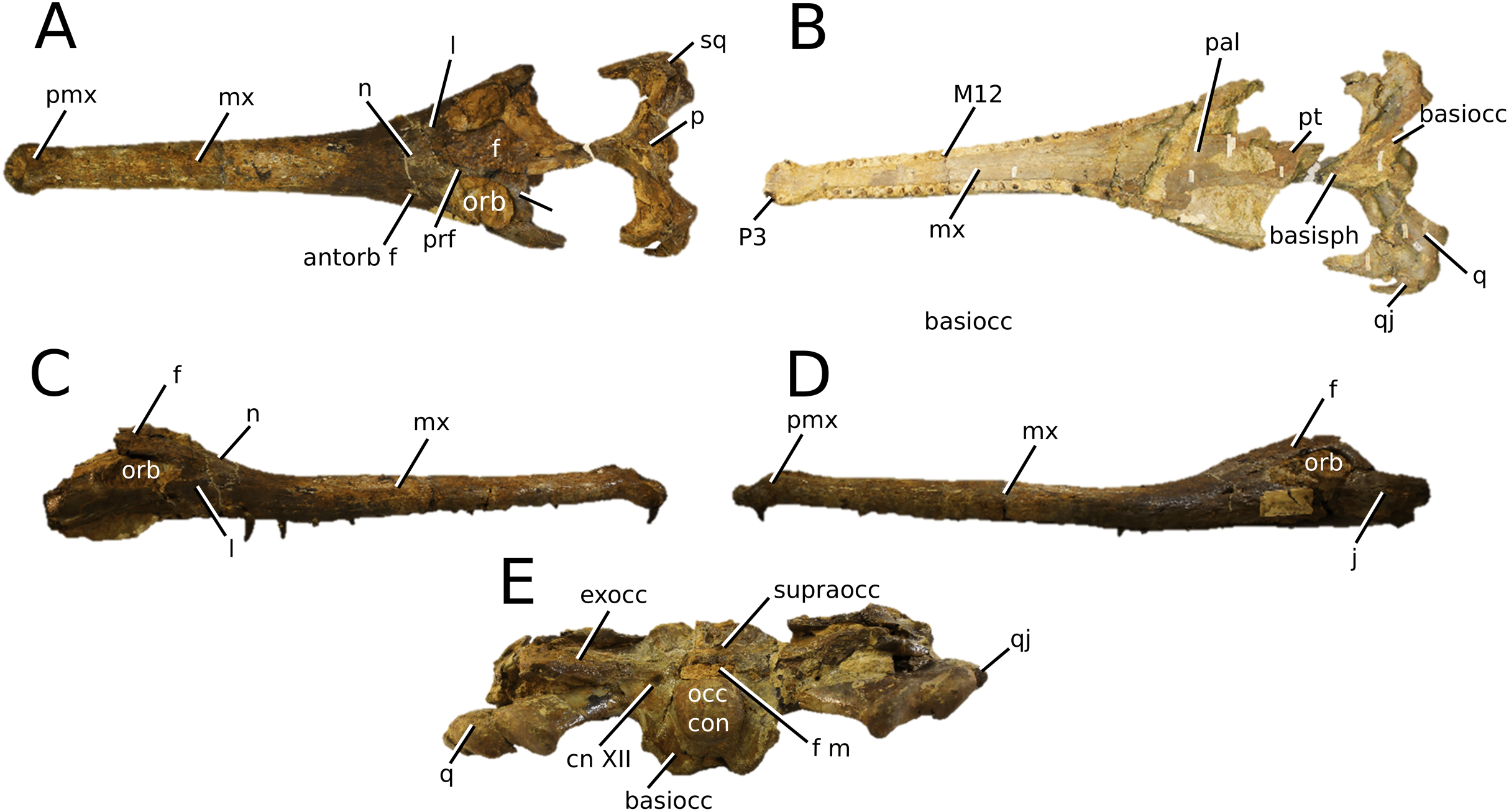

데슬롱샹시나(학명:Deslongchampsina larteti)는 악어목 텔레오사우루스과에 속하는 악어이다. 지금은 멸종된 악어로 몸길이가 4~6m인 거대한 악어에 속한다.

## 특징
데슬롱샹시나는 바다에 적응하여 바다에서 살았던 바다악어 중에 하나이다. 바다에서 살기위해 바다에 있는 염분을 조절하는 몸의 기능이 잘 발달되어 있었다. 부분적으로 확장된 두개골과 뼈를 가지고 있으며 주둥이가 길게 확장되어 있다. 양턱에는 25개~30개의 강력하고 날카로운 톱니 모양의 이빨이 있으며 이를 통해 먹이를 사냥했을 것으로 보인다. 현생의 고래와 돌고래처럼 바다에서 직접 자신의 어린 개체를 출산했는지 아니면 현생의 바다거북처럼 해변으로 올라와서 알을 산란했는지에 대해서는 정확하게 알려진 정보가 없다. 분류학적으로 따지면 유형 및 알려진 종들이 D인지 larteti로 명명되기 전에 그것의 차별을 공식적으로 하여 2019년에 채택되었다 여러가지로 텔레오사우루스와 달리 강연은 휴지통 taxon Steneosaurus으로 이관되었다. 그것의 주둥이 몇몇 다른 teleosauroids(mesorostrine)로 그리고 그것의 턱과 치아의 모양이 더 강력한 현대 machimosaurin Yvridiosuchus과는 달리 그것은 하는 포식자 제안한 길게 되지 않았다. 먹이로는 당대에 서식했던 물고기, 오징어, 갑각류 등을 잡아먹었던 육식성의 포식자로 추정되는 종이다.

## 생존시기와 서식지와 화석의 발견
데슬롱샹시나가 생존하던 시기는 중생대의 쥐라기 초기로서 지금으로부터 약 2억년전~1억 8천만년전에 생존했던 악어이다. 생존했던 시기에는 유럽을 중심으로 하는 대서양과 지중해에 주로 서식했던 바다악어이다. 화석의 발견은 1866년에 유럽의 쥐라기에 형성된 지층에서 고생물학자들에 의해 처음으로 발견이 되어 새롭게 명명된 종이며 화석이 발견된 유럽의 국가로는 영국과 프랑스가 있다.

## 같이 보기
- 악어
- 중생대
- 쥐라기
- 파충류
- 화석